# Église Saint-Paul de Lyon
Pour les articles homonymes, voir Église Saint-Paul.
L’église Saint-Paul est l’une des plus anciennes églises de Lyon. C’est un édifice de style roman et gothique située dans le Vieux-Lyon, dans le quartier Saint-Paul. La tour-lanterne est classée monument historique depuis 1920, l’église dans sa globalité est classée monument historique depuis 1996.

## Histoire et architecture

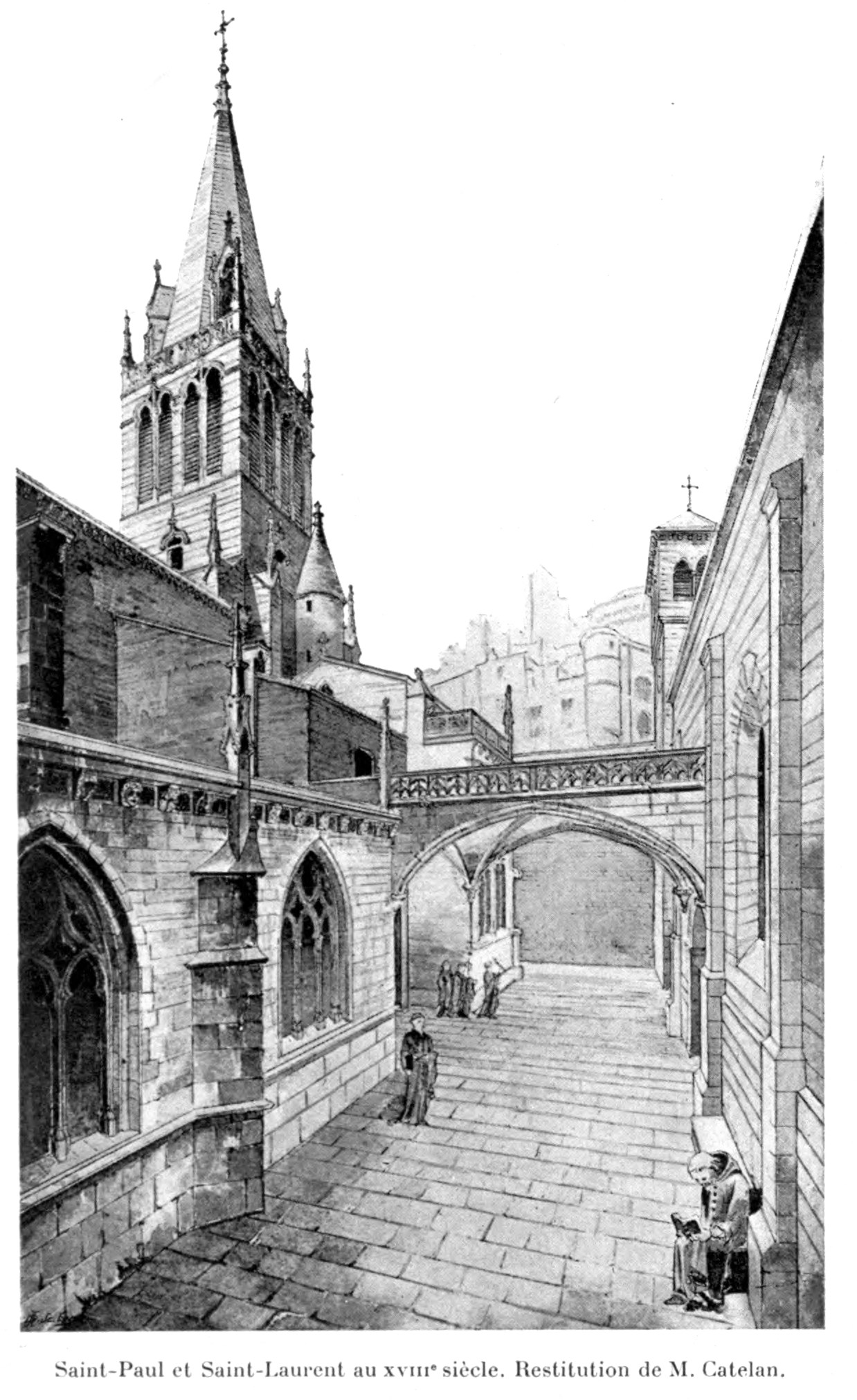
Saint-Paul et Saint-Laurent au XVIIIe siècle.

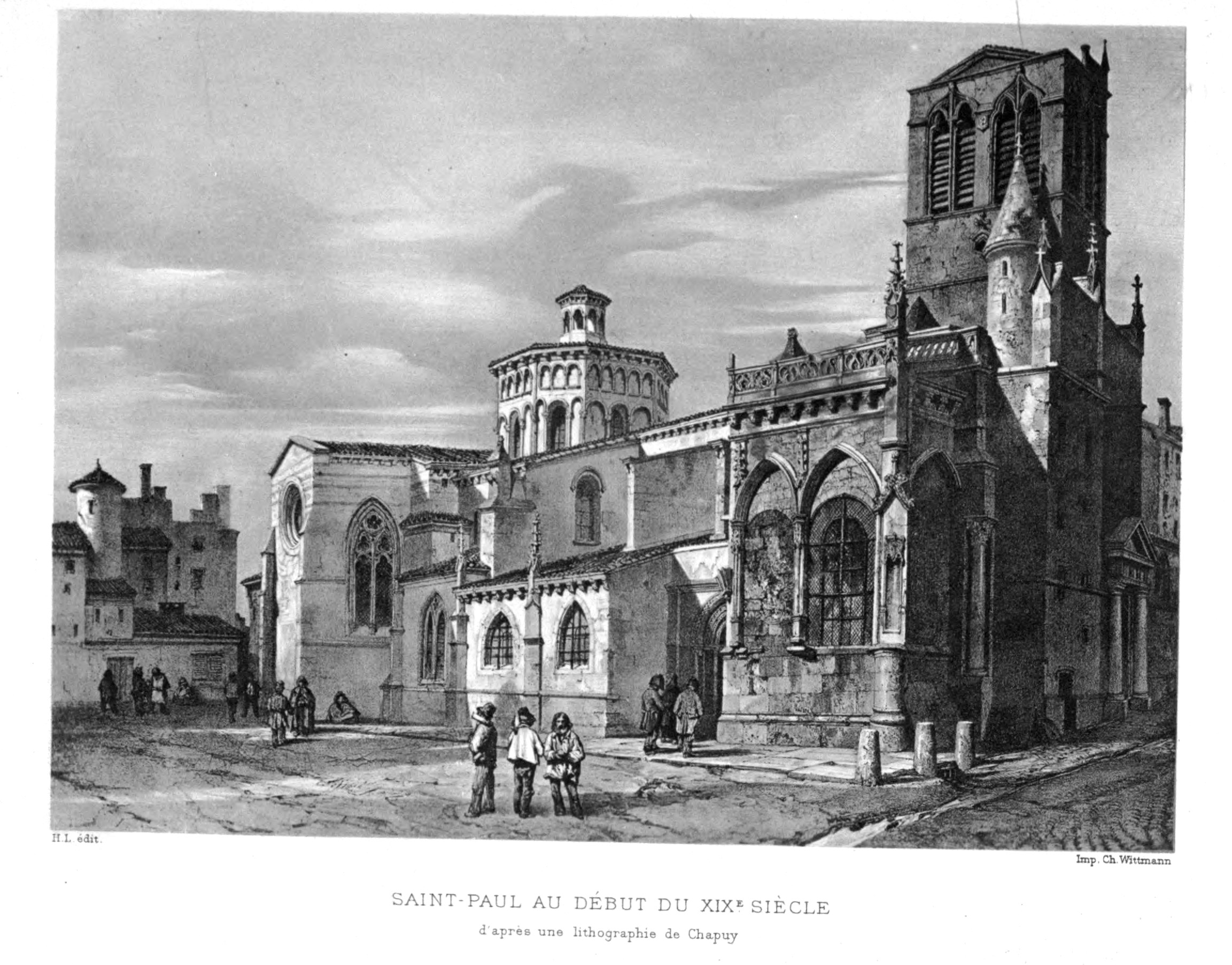
Église Saint-Paul au XIXe siècle.

Attestée dès le IXe siècle dans les documents transmis par l’évêque Leidrade à Charlemagne, l’église est ancienne. De cette période il ne subsiste aucun vestige. L’édification des parties romanes, que l’on peut encore observer de nos jours, débute dans la seconde moitié du XIIe siècle et est entièrement achevée au XIIIe siècle. Le portail Saint-Laurent, la tour-lanterne et les sculptures romanes, comme les modillons et les métopes, sont caractéristiques de cette époque. Au XVe – XVIe siècle, le monument est modifié par l’adjonction d’éléments gothiques (reconstruction du clocher-porche, chapelles latérales, etc.). Au XVIIe siècle, un portail dorique est élevé.
L'église Saint-Laurent était le lieu où reposait le théologien Jean Gerson.
Au XVIIIe siècle, l’architecte Cyr Decrénice est chargé de l’agrandissement de l’abside principale.
Au XIXe, après les dégâts dus à la Révolution et au manque d’entretien, d’importants travaux de restaurations sont entrepris par Claude-Anthelme Benoît dans les années 1840 puis par ses fils et petit-fils. La flèche en pierre détruite en 1817 n’est remplacée par une nouvelle en bois qu’en 1875. La dernière phase de restauration du XIXe siècle date des années 1898-1904. Elle permit de restaurer l’intérieur de l’église et de le débarrasser du plâtre qui recouvrait l’église depuis le XVIIIe siècle. C'est à ce moment que disparurent les statues des Quatre Évangélistes, sculptées par Jean-François Legendre-Héral en 1830. La dernière restauration de l’ensemble de l’édifice date de 2002.

## La paroisse Saint-Paul aujourd’hui
(Les prêtres de la communauté de l'Emmanuel participent à l’animation de la paroisse. Le curé de la paroisse est actuellement le père Eric Mouterde, secrétaire adjoint de la conférence des évêques de France.[réf. souhaitée]

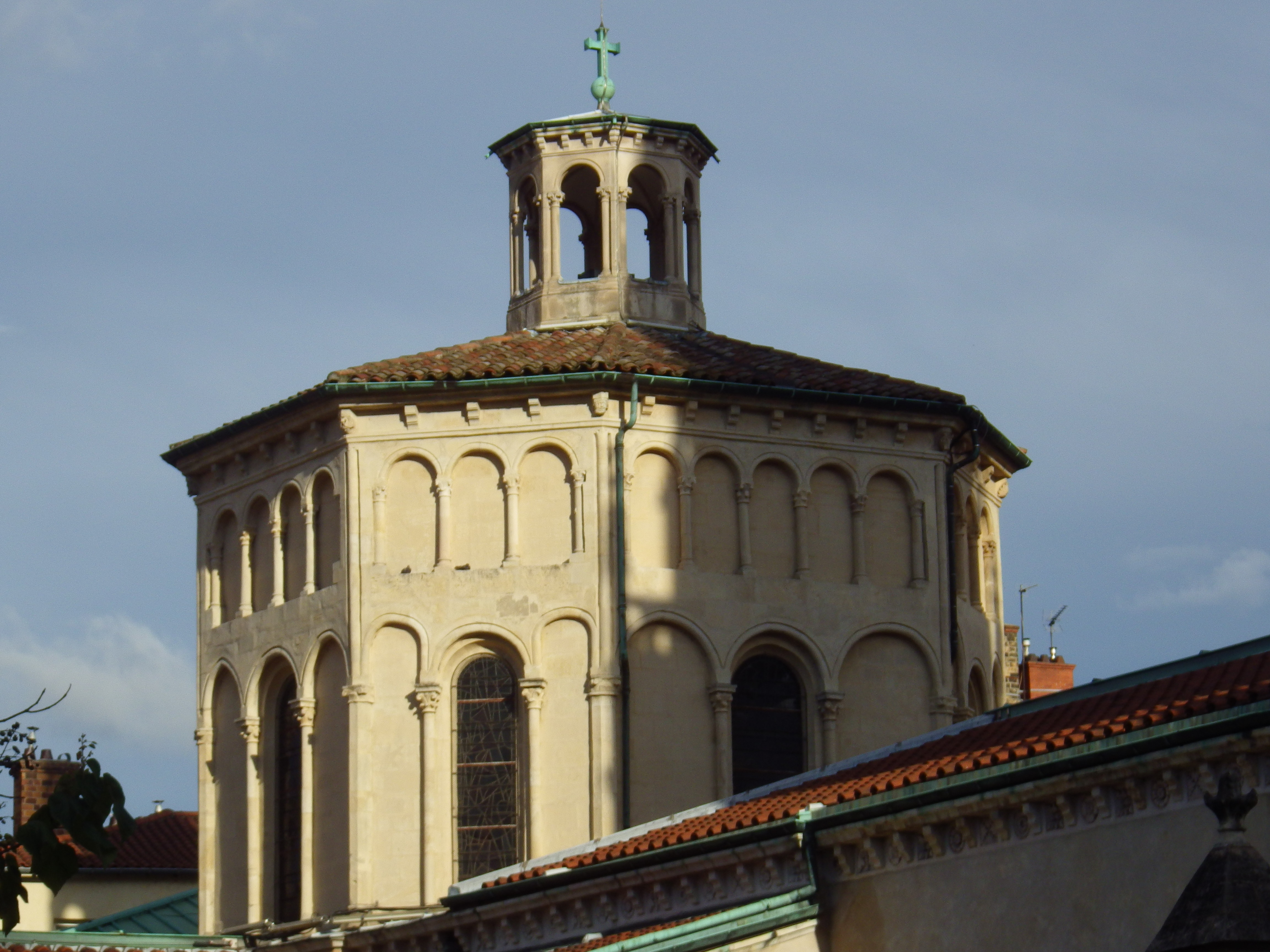
Tour-lanterne de l’église Saint-Paul.
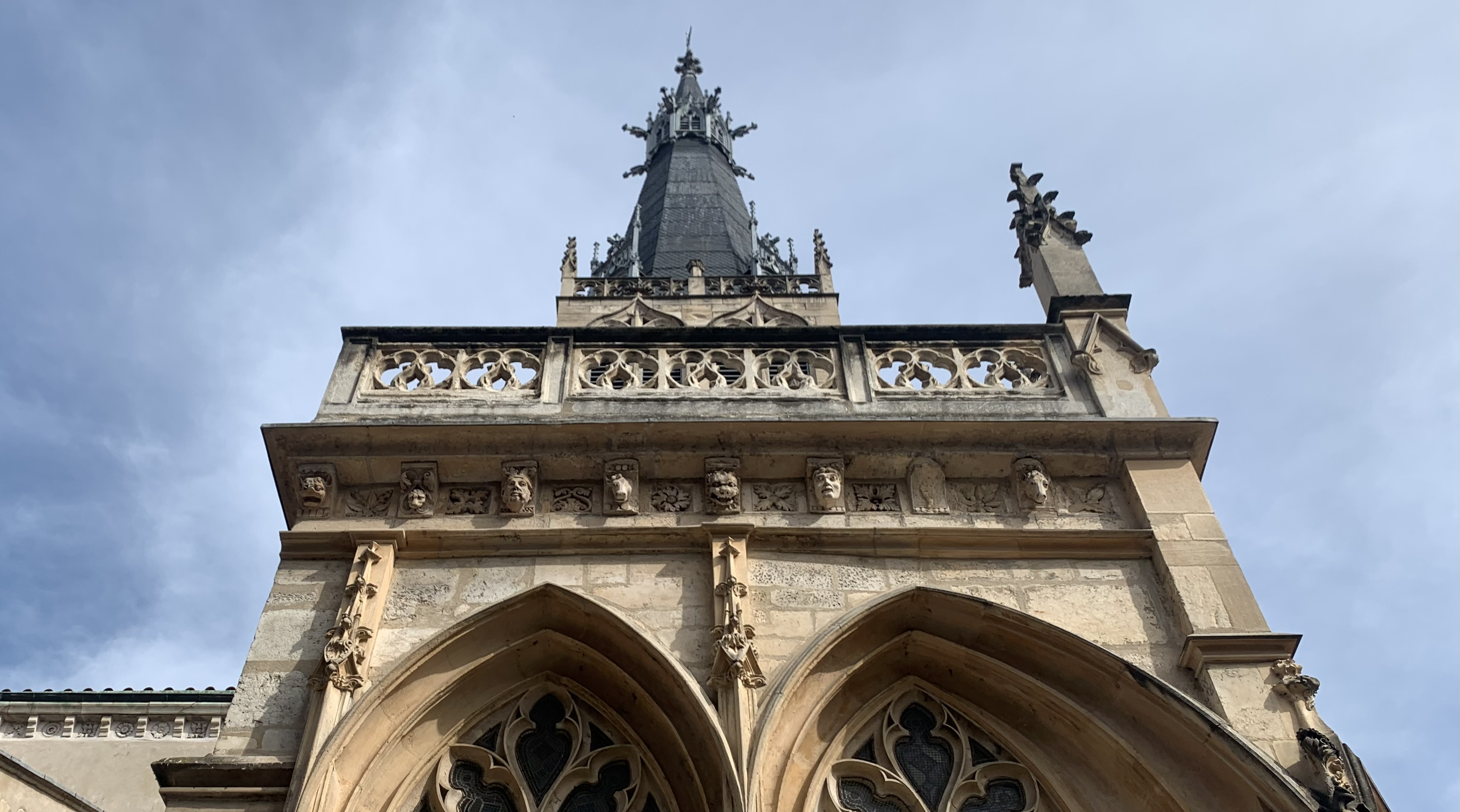
Détail des métopes romanes de l'église Saint-Paul de Lyon, avec des figures d'animaux, d'humains et de monstres.
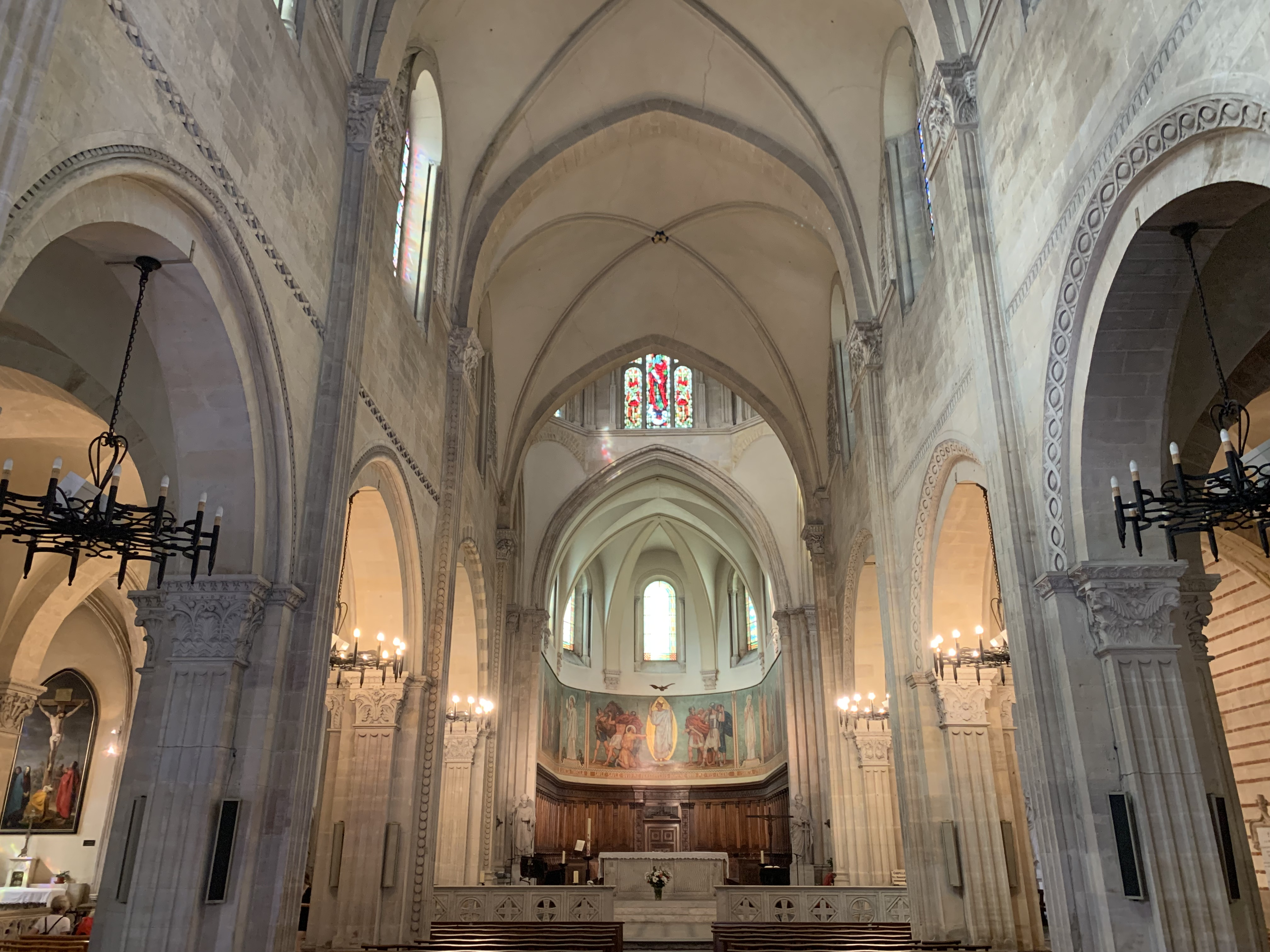
Nef romano-gothique de l'église
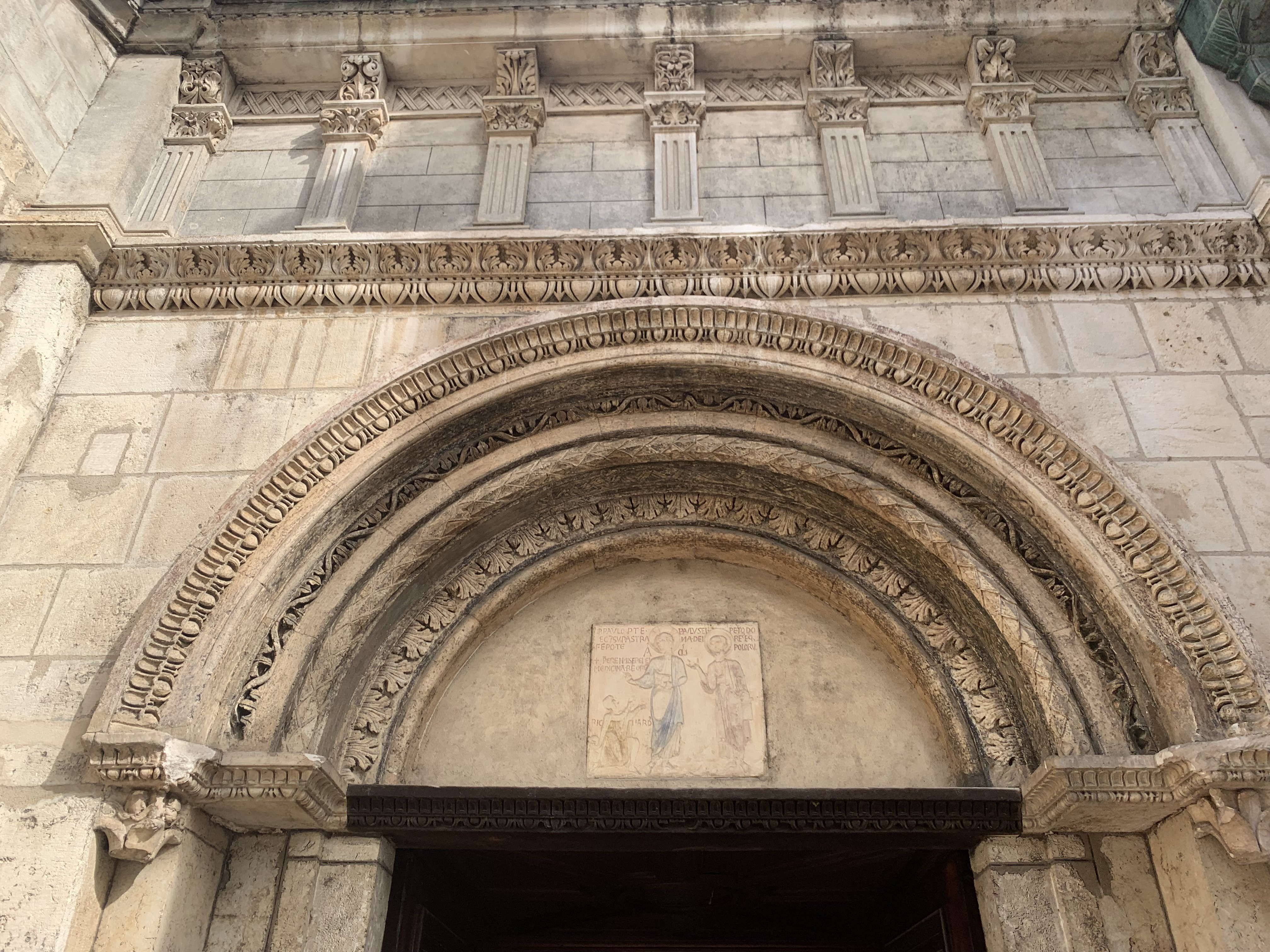
Porche roman de l'église
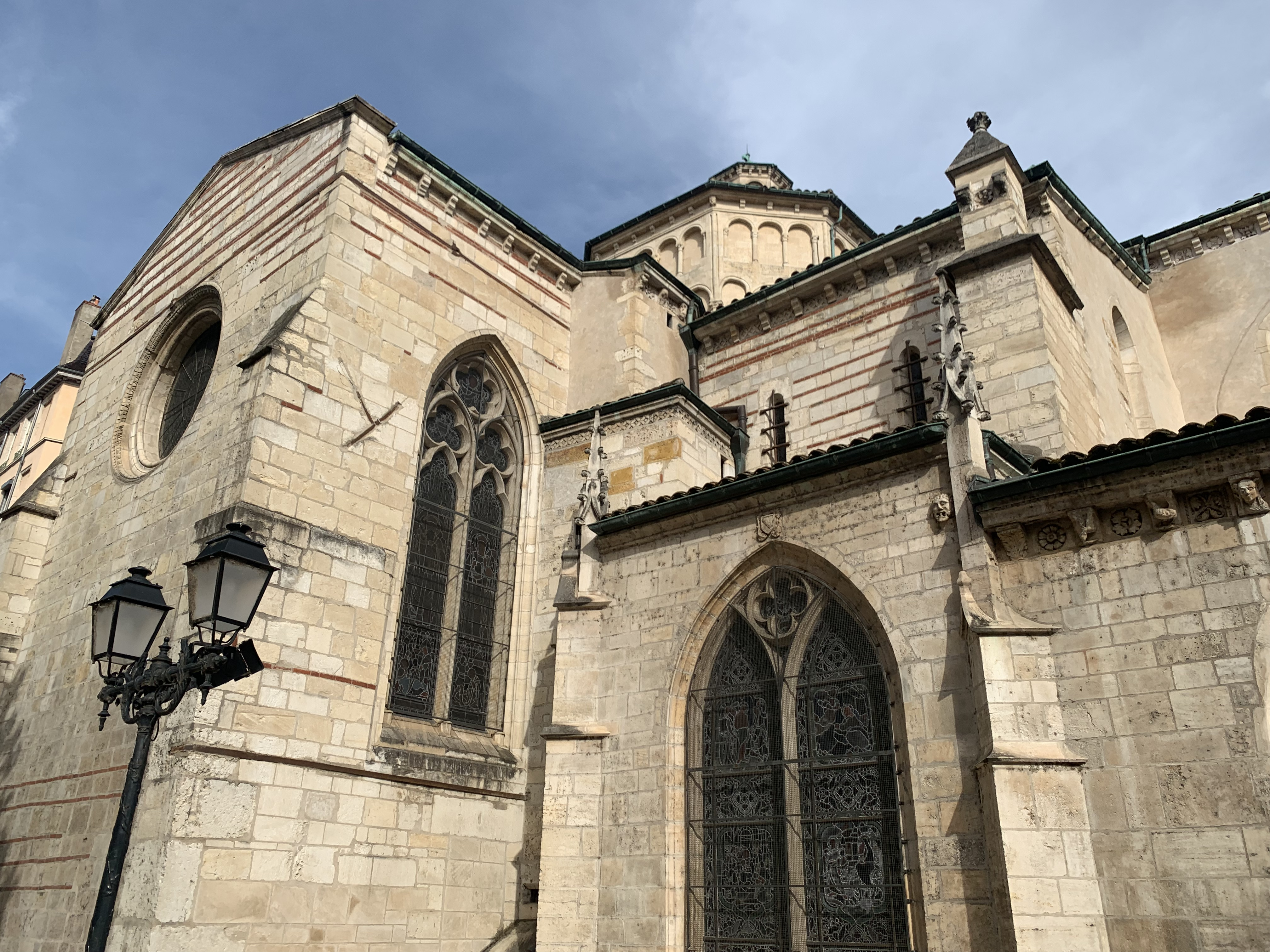
Vue latérale de l'église
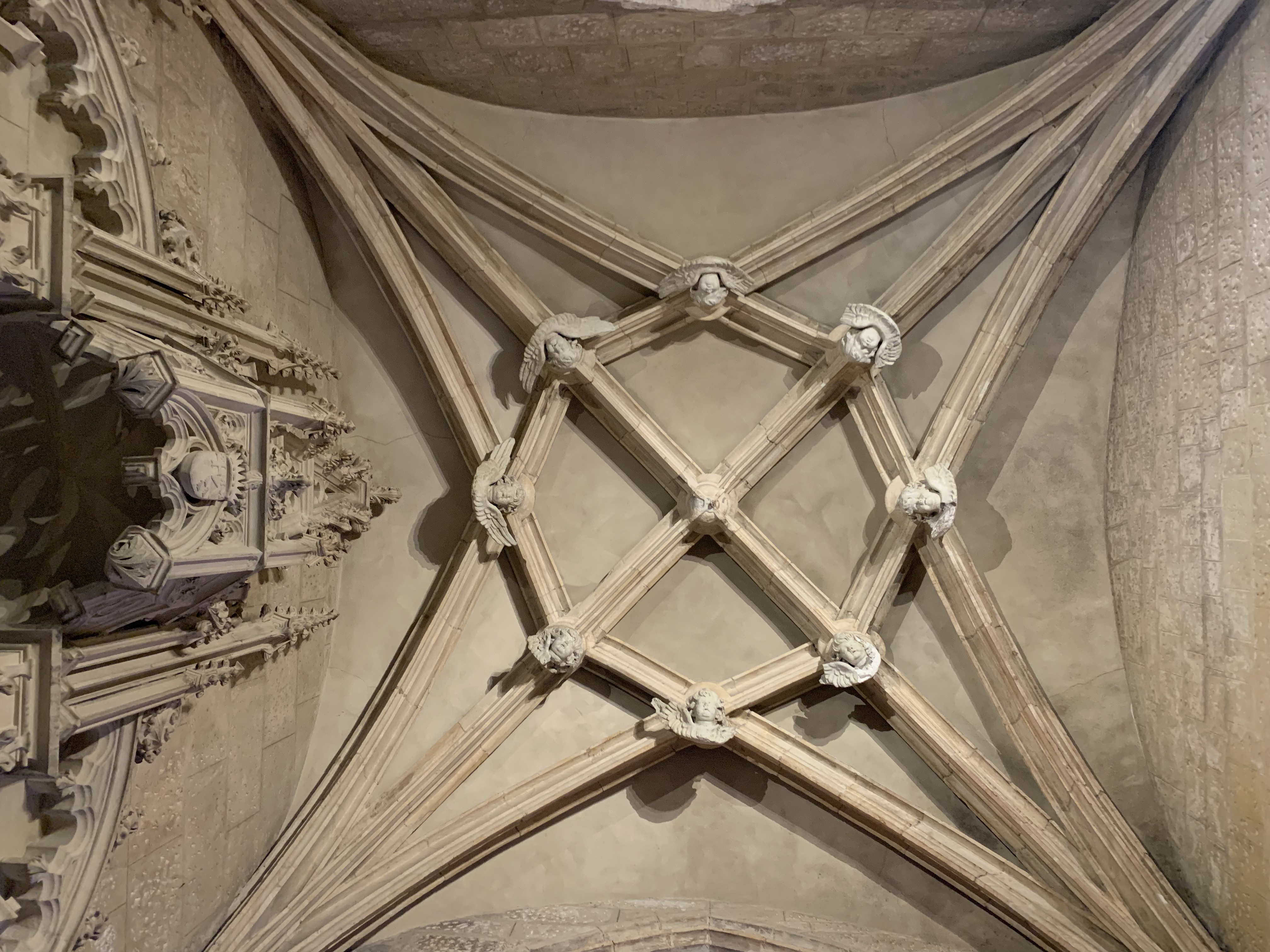
Chapelle de l'église Saint-Paul de Lyon
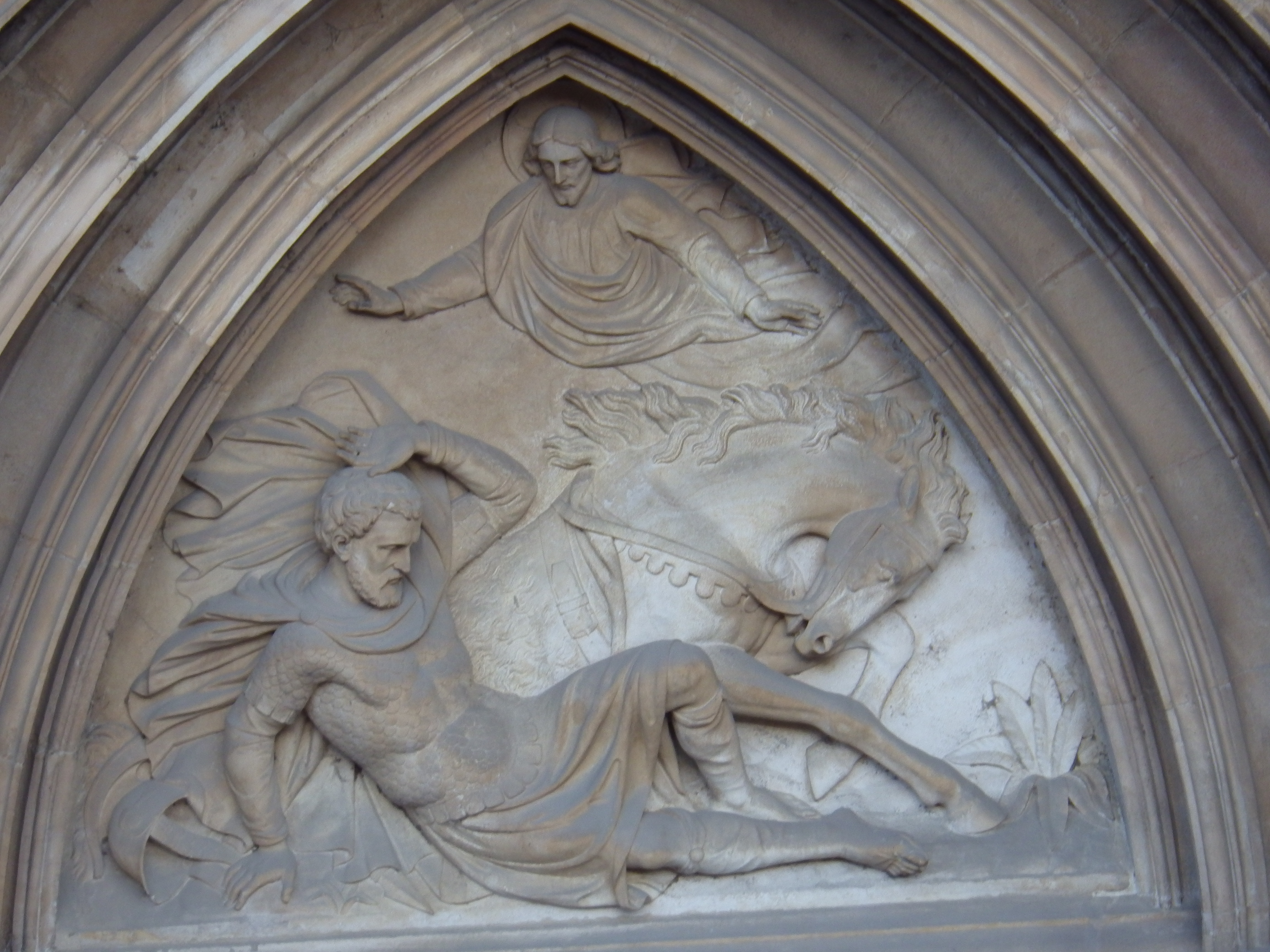
Tympan néo-gothique représentant la conversion de saint Paul sur le chemin de Damas, XIXe s.